# Jessé de Forest
Jessé de Forest (Avesnes-sur-Helpe in Henegouwen, 1576 – Brazilië/Frans-Guyana, 22 oktober 1624) was de leider van de eerste groep inwoners van Nieuw-Amsterdam (nu New York) en de eerste die de kust van Suriname in kaart bracht.

## Levensloop

### Jonge jaren
De Forest werd geboren in wat nu Frans-Henegouwen is als zoon van Jean de Forest. Op 23 september 1601 trouwde hij met Marie du Cloux. Na een kort verblijf in Sedan vertrok hij in 1609 naar Montcornet en van daaruit in 1615 naar Leiden, in de Nederlandse Republiek. Daar woonde hij aan de Breestraat en werkte als linnenwever. In Leiden ontmoette hij de Pilgrim Fathers, die in 1620 met de Mayflower naar de Nieuwe Wereld vertrokken.

### Nieuw-Nederland
In 1621 wilde een groep van 56 families van religieuze vluchtelingen in Leiden – zowel Waalse protestanten als Franse hugenoten – het voorbeeld van de Pilgrim Fathers volgen en naar Amerika vertrekken. Zij kozen De Forest tot hun leider en zegsman. In juni 1621 dienden ze een verzoek in bij Dudley Carleton, de Engelse ambassadeur in Den Haag, om zich te mogen vestigen in een gebied met een straal van acht Engelse mijl (ongeveer 13 kilometer) in de Britse kolonie Virginia. De Forest kreeg toestemming van de Virginia Company om zich in Virginia te vestigen, maar wel met de eis dat de kolonisten niet allemaal in hetzelfde gebied maar verspreid zouden wonen. De Forest besloot hierop niet op het Britse aanbod in te gaan.
Met de oprichting van de Nederlandse West-Indische Compagnie (WIC) in 1621 zag De Forest een nieuwe kans. Hij liet aan de Nederlanders doorschemeren dat zijn groep Walen en Fransen een aanbod van de Britten had gekregen om zich in hun gebied te vestigen. De Nederlanders vreesden hierdoor de groep kolonisten te verliezen aan de Britten en gaven in 1622 toestemming aan de groep om te emigreren naar Nieuw-Nederland.
In maart 1623 vertrokken De Forest en zijn gezin aan boord van het schip de Nieuw-Nederland met zo'n dertig andere families van Waalse en Franse vluchtelingen uit Leiden, Amsterdam en Haarlem. In totaal gingen 110 mannen, vrouwen en kinderen. Cornelius Jacobsz Mey was kapitein van een klein marineschip dat meevoer ter bescherming van de kolonisten. Bij aankomst aan de monding van de Hudson, zo'n twee maanden later, vestigden achttien kolonisten zich op Manhattan en waren hiermee de eerste Europese inwoners van dit eiland. De vestiging werd Nieuw-Avesnes genoemd, maar later hernoemd tot Nieuw-Amsterdam. Andere kolonisten vestigden zich op Governors Island, Staten Island en elders in het gebied dat nu de stad New York is. Achttien families trokken landinwaarts en herbouwden Fort Oranje. Hier werd het eerste kind van de kolonisten, Sara du Trieux, geboren in juni 1625. Zij trouwde in 1641 met De Forests zoon Isaac de Forest.

### Guyana
De Forest bleef niet lang in Nieuw-Nederland, maar diende een nieuw verzoek in bij de WIC, ditmaal om de "Wilde Kust" (Guyana) te verkennen en er een handelspost op te zetten. Hij kreeg toestemming op voorwaarde dat hij en zijn metgezellen eerst de handelspost vestigden voordat hun families overkwamen. De groep mannen onder leiding van De Forest vertrok op 1 januari 1624 en bereikte de monding van de Amazone op 11 oktober. Op 24 oktober 1624 stierf De Forest aan koorts bij de Oiapoque-rivier (de huidige grens tussen Brazilië en Frans-Guyana). Op 14 mei 1625 haalde de Vliegende Draeck onder bevel van kapitein Galeyn van Stabels de overlevende kolonisten op.
De Forest hield zijn ontdekkingsreis nauwkeurig bij in een dagboek dat zich nu in het British Museum bevindt. Het manuscript is geschreven in Oudfrans en bevat kaarten die verschillende rivieren en geschikte ankerplaatsen langs de kust van Guyana aangeven. Dit waren de eerste kaarten van Guyana, waaronder Suriname.

## Nalatenschap
In 1924, bij het 300-jarig jubileum van zijn sterfjaar, werden monumenten voor De Forest geplaatst in Battery Park in New York en in zijn geboorteplaats Avesnes (nu in Frankrijk). Op het geboortehuis van De Forest hangt een herdenkingsplaat. In Avesnes zijn ook een lycée en een avenue naar hem vernoemd.
De Forests zoon Isaac de Forest, geboren in Leiden in 1616, was lid van de Raad van Negen van Nieuw-Amsterdam en diende als schepen. Hij werd de stamvader van het rijke en invloedrijke Amerikaanse geslacht De Forest. De Amerikaanse actrice Edie Sedgwick – stijlicoon van de jaren 1960 en muze van Andy Warhol – was een telg van dit geslacht en directe afstammeling van Jessé de Forest.
- Bibliothèque nationale de France: cb155645667 (data)
- International Standard Name Identifier: 0000 0000 0155 1841
- SNAC: w6w69j91
- Virtual International Authority File: 10163076